# همایند
همایند (به انگلیسی: Collocation) در زبان‌شناسی پیکره‌ای، ترتیبی از واژه‌ها یا اصطلاح‌ها است که بیشتر از آنچه که توسط شانس یا تصادف پیش‌بینی می‌شود، با یکدیگر رخ می‌دهند.
در عبارت‌شناسی، «لفظ» زیرواحدی برای phraseme (عبارت) در نظر گرفته می‌شود. اهمیت همایندها جدا از نظر معناشناسی به ترتیبِ کنار هم آمدنِ واژه‌ها نیز برمی‌گردد؛ برای مثال، در فارسی «نان و پنیر» یک همایند در نظر گرفته می‌شود که در آن تقریباً همیشه «نان» بر «پنیر» مقدم است.

## ویژگی‌ها
محدودیت در جایگزینی واژه‌ها در لفظ
در انگلیسی، در هر دو عبارتِ highly sophisticated (بسیار پیچیده) و extremely happy (بسیار خوش‌حال) از قیدی استفاده شده که بر شدت صفت تأکید دارد. در این حالت، دو قید مذکور نمی‌توانند به‌جای هم بیایند؛ اگرچه می‌توان از قیدِ very در هر دو حالت استفاده کرد.

## مثال‌های لفظ در فارسی
زمین خوردن - دیوانه‌بازی - خوش گذشتن - تکرار مکررات - عجیب‌وغریب - بدون فوتِ وقت - نقش مؤثر - کوله‌بار تجربه - پول‌توجیبی - مست‌ و خراب - لات‌ و لوت - اراذل‌ و اوباش - زن جماعت - درشت‌اندام - بالابلند - بلندبالا - قد رعنا - امر و نهی - زاهد ظاهرپرست - یوسف گم‌گشته - شراب ناب - کنج غم - سرخاب سفیداب - خانه‌ی پدری - تخم‌ و ترکه - نقل مکان - بی‌پدرمادر - در یک چشم‌به‌هم زدن - چای قندپهلو - پیشنهاد بی‌شرمانه - قضای حاجت - مقاومت جانانه - خدانشناس- استراق سمع - به‌آتش کشیدن.

## کاربرد لفظ‌ها در واژه‌نامه‌ها
در سال ۱۹۳۳، هارولد پالمر، با انتشار همایندهای انگلیسی، به اهمیت ذکر لفظ‌ها برای یادگیری زبان‌های خارجی تأکید کرد. به‌تدریج، اهمیت ذکر لفظ‌ها در واژه‌نامه‌ها بیشتر شده‌است.